# Лановецький замок (Борщівська громада)
Лановецький замок — втрачена оборонна споруда в селі Ланівцях Борщівської громади Чортківського району Тернопільської области України.

## Відомості
У 1650 р. наказом короля Яна ІІ Казимира розпочали будувати замок, який зруйнували під час воєнних дій.
Згодом виникла ідея спорудити нову твердиню. В привілеї короля 1658 р. спеціальним пунктом зазначалося, що «посесор пан Злочевський має збудувати фортецю для оборони від татар і опришків». Люстрація Ланівців 1665 р. також згадує замок: «Зараз ту фортецю не збудовано, але дерево і інші матеріали зібрано. Будувати фортецю на кошти, що одержані на посесію». В 1669 р. завершено будівництво твердині.
Під час польсько-турецьких воєн, між 1672 і 1678 рр., замок зруйнували турецькі яничари.
З того періоду збереглися земляні укріплення.